# Василівка (Бахмутський район)
Васи́лівка — село Соледарської міської громади Бахмутського району Донецької області в Україні. Населення становить 142 особи (до 2010 року). 

## Історія

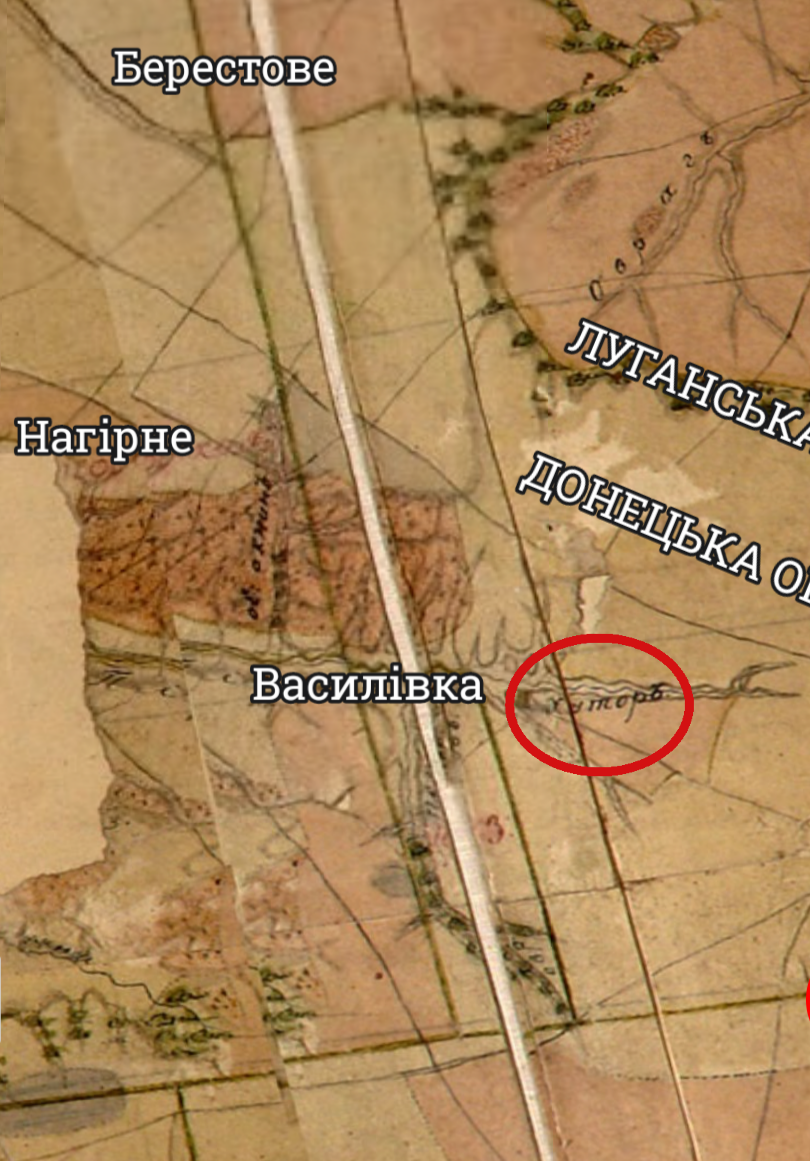
План Генерального Межування Бахмутського повіту 1830 року'. Накладання старої мапи на нову, де чітко видно місцевість селища.

Село Васи́лівка (д. Васильевка) Комишуваської волості, Бахмутського повіту, Катеринославської губернії існувало дуже давно. Повністю українське село — в низовині, біля водойми, збудоване там, де є родюча земля. Колись там проходив так званий Бахму́тський шлях, а люди, добираючись ним до повітового міста Бахмута, вже тоді економічно-розвиненого, везли свої товари на міські ярмарки. Підтвердженням того, що здавна тут вирувало життя є "План Генерального Межування Бахмутського Повіту 1830 року". Саме поблизу нинішнього цвинтаря у Василівці позначений старовинний хутір. 

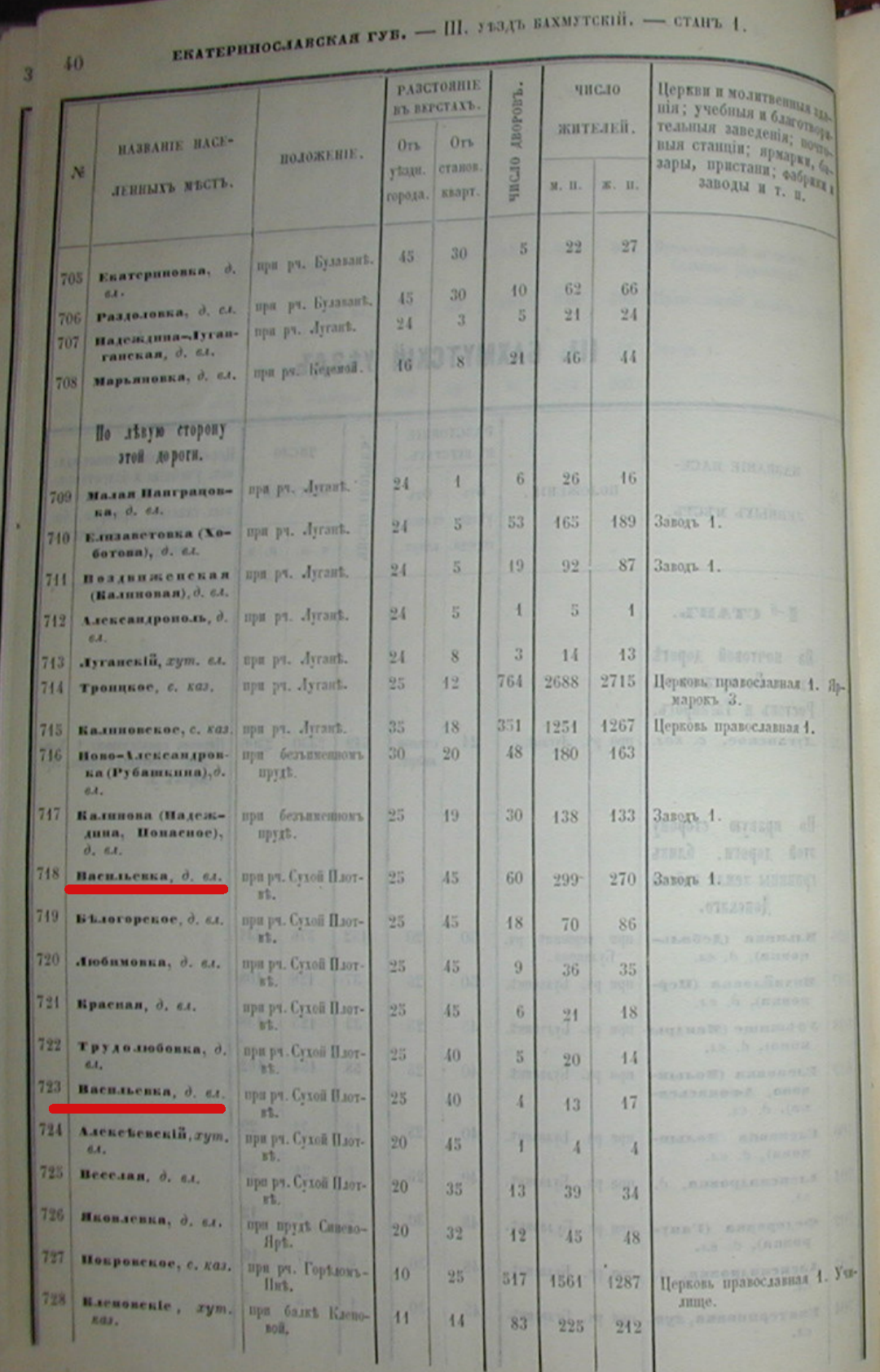
Два однойменних села "Василівка", що зустрічаються в документі 1859 року.

За даними 1859 року село "Васи́лівка" зустрічається двічі (по ліву сторону Поштової дороги з м. Бахмута до Ростова і Таганрога). Обидвом приписується, що це — панське село, над річкою Суха Плотва́. Остаточно встановити, яка з двох Василівок в 1859 році є існуючою сьогодні - дуже важко. Місцеві жителі лише згадують, що окрім "їхньої", поблизу селища Білогорівки, також була так звана "Мала" Василівка, що нині є зниклим хутором. І справді, існування двох окремих однойменних поселень підтверджує старовинна мапа Шуберта 1872 року. Сучасна Василівка, як виявилося, також мала й іншу назву —  "Жгрямівка". На мапі її можна визначити за розташуванням між двома ярами-урочищами що і зараз впадають в Суху Плотву, порівняти планування проїздів, а також співставити із сучасним розташуванням, наприклад - сільське кладовище (позн. "Кл."). 

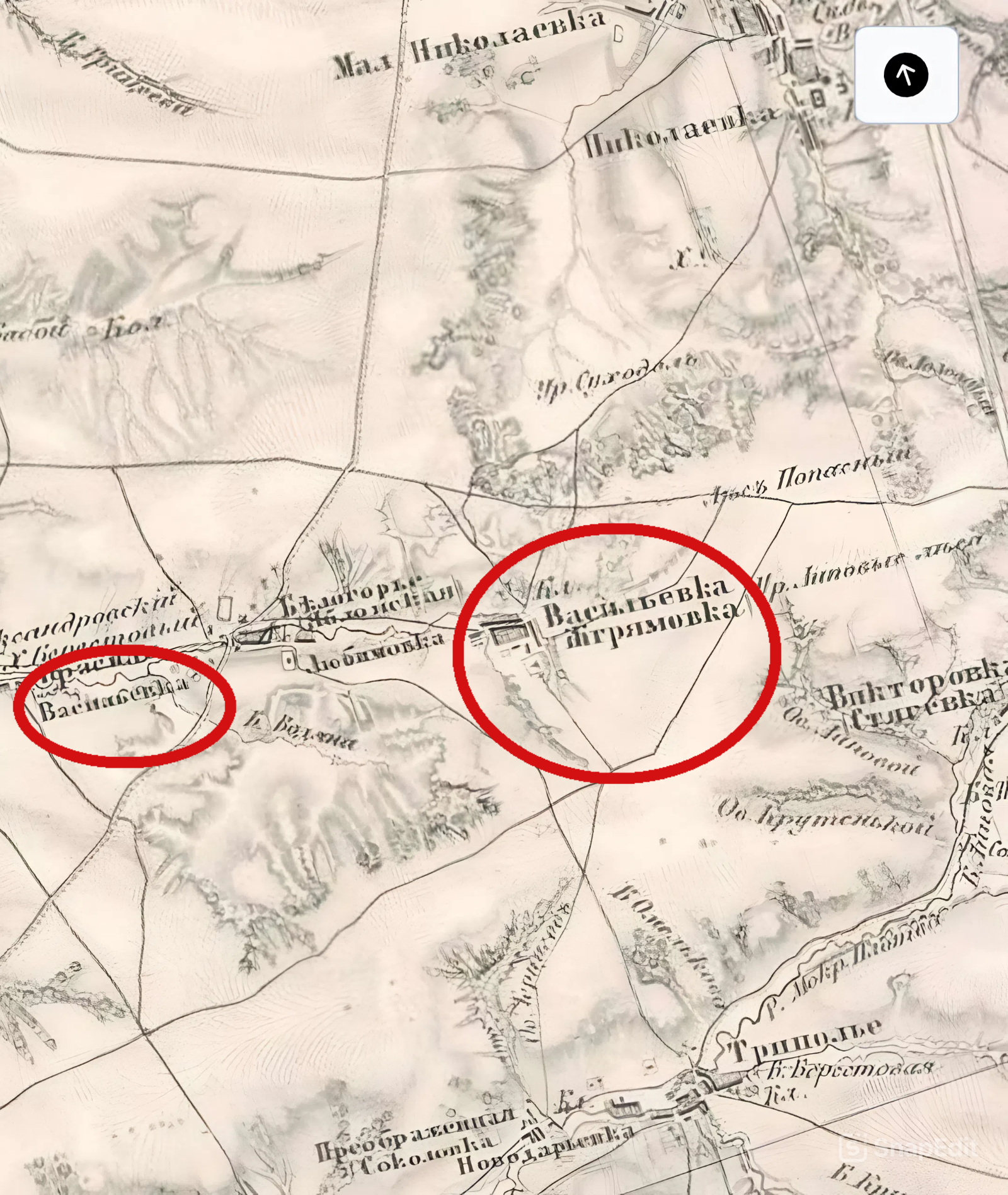
Фрагмент мапи Шуберта 1872 року. Розташування однойменних сіл, де більшим колом окреслена нині існуюча Василівка (Жгрямівка).

А от документально як "Мала" Василівка так і "Жгрямівка" зустрічаються вже у 1911 році, де проблематика назв стає більш зрозумілішою.

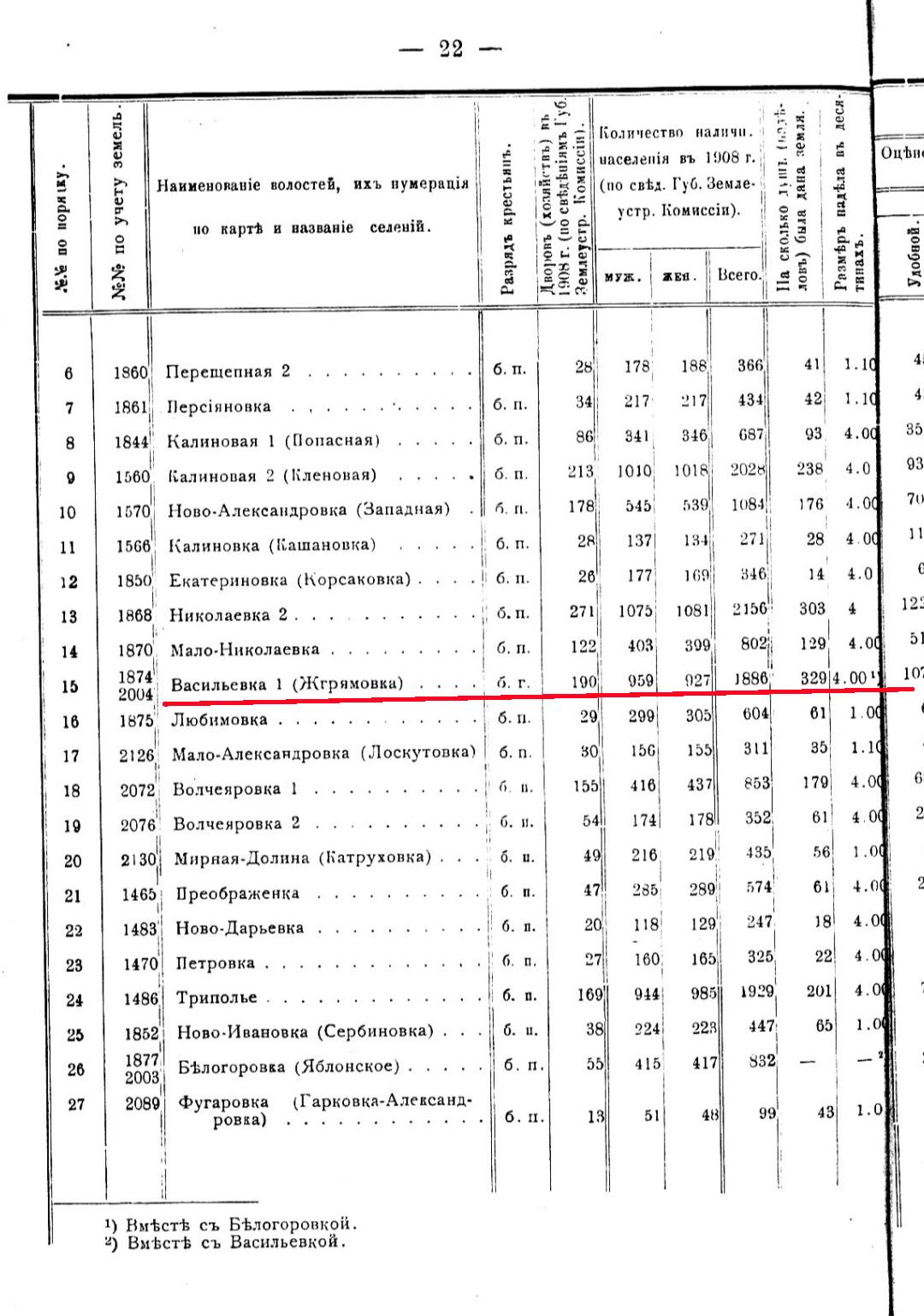
Зі Списку населених місць Бахмутського повіту за 1911 рік.

Щодо церковного життя селян, то власного храму тут не було, тому різні сім'ї ходили в різні навколишні селища, до прикладу Трипілля, Покровське, Вікторівка, Миколаївка (сьогодні Попаснянський р-н Луганської обл.), Івано-Дар'ївка, Серебрянка та ін. Підтвердженням цього є те, що в Метричних книгах з церков вище перерахованих сіл зустрічаються люди з Василівки. Найпопулярнішою церквою для селян була саме Миколаївська, в однойменному селищі, яка була зведена ще у 1782 році 
Цікавий факт, що за часів Першої Світової війни (1914-1918) в селі перебували військовополонені з Австрійської імперії, а вже близько 1917 року в селище зайшли підрозділи "червоної" армії. Пробувши там два роки й відходячи з Василівки у 1919 році вони розстріляли деяких місцевих мешканців, включаючи й старосту села (за розповідями місцевих старожилів). 
Село Василівка дуже сильно постраждало в період Голодомору (1932-33 р.). Прямо в середині села влада організувала колгосп. Місцеві селяни ледве-ледве виживали: ловили птахів, ховрахів, їли усілякі трави та кору дерев. Серед людей навіть побутувала історія: «...Один селянин йшов дорогою біля пшеничного поля, по якому заздалегідь пройшовся комбайн, і знайшов на узбіччі 5 колосків пшениці, за що його поліцаї чи розстріляли, чи засадили в тюрму...»
Селище постраждало в роки Другої світової війни. Люди евакуювалися у найближчі селища та тікали від німецьких бомбардувань.
Поблизу села знаходяться колишні колонії Берестове та Липове, які теж мають свою цікаву історію. 
На території селища колись було джерело, яким користувалося все село. Пізніше його зробили більш культурним, збудували колодязь. Місцеві називали цю воду «бізденною», а з бугра, де розташовувався той колодязь, відкривалися прекрасні краєвиди Бахмутського краю.  
За радянських часів в селі існували магазин, школа, пологовий будинок, колгосп. 
Найбільших руйнувань село зазнало під час російсько-української війни у 2022 році. Нині в селі ні одної цілої хати, а поля, довкола, повністю усіяні вирвами з-під снарядів...